# سبكترين

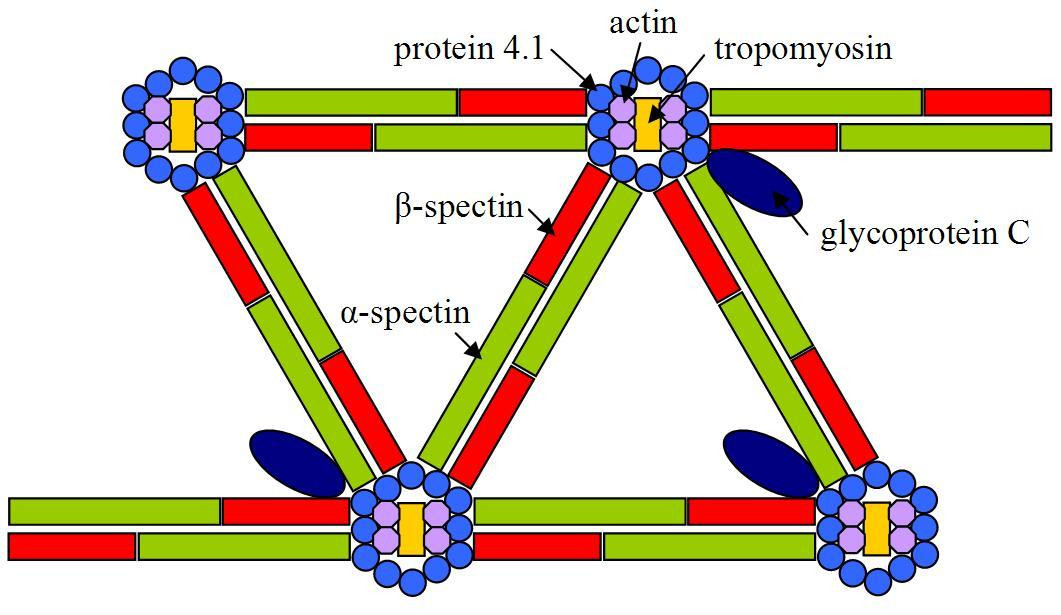
رسم تخطيطي للسبكترين وجزيئات الهيكل الخلوي الأخرى

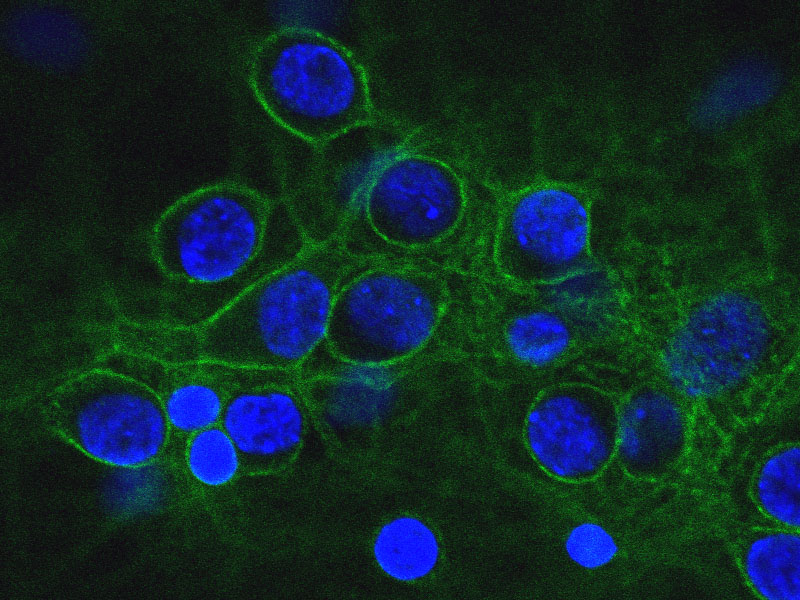
سبيكترين alpha-II باللون الأخضر تحت غشاء البلازما للخلايا العصبية للجرذان في زراعة الأنسجة كما هو موضح في الفحص المجهري متحد البؤر والتألق المناعي. تم الكشف عن نوى الخلايا باللون الأزرق بواسطة صبغة الحمض النووي DAPI.

سبكترين هو بروتين هيكلي خلوي يبطن الجانب داخل الخلايا من غشاء البلازما في الخلايا حقيقية النواة. يشكل السبكترين ترتيبات خماسية أو سداسية، وتشكل سقالة وتلعب دورًا مهمًا في الحفاظ على سلامة غشاء البلازما وهيكل الهيكل الخلوي.  يتم تشكيل الترتيبات السداسية بواسطة رباعيات من وحدات سبكترين الفرعية المرتبطة بخيوط أكتين قصيرة في أي من طرفي الرباعي. تعمل خيوط الأكتين القصيرة هذه كمجمعات توصيل تسمح بتكوين شبكة سداسية. يُطلق على البروتين اسم سبيكترين منذ أن تم عزله لأول مرة ك مكون بروتيني رئيسي لخلايا الدم الحمراء البشرية التي تم معالجتها بمنظفات خفيفة (mild detergents) ؛ تزيل المنظفات الخلايا ويتم غسل الهيموجلوبين والمكونات السيتوبلازمية الأخرى. في المجهر الضوئي، لا يزال من الممكن رؤية الشكل الأساسي لكرات الدم الحمراء حيث يحافظ الهيكل الخلوي الغشائي المحتوي على سبكترين على شكل الخلية في المخطط. أصبح هذا معروفًا باسم خلايا الدم الحمراء «شبح» (غير مرئي) ، وبالتالي تم تسمية البروتين الرئيسي للشبح سبيكترين.
في أنواع معينة من إصابات الدماغ مثل إصابة محور عصبي منتشرة ، يشق الإسبكترن بطريقة دائمة لا رجعة فيها بواسطة التحلل بروتيني لانزيم calpain ، وتدمير الهيكل الخلوي.  يتسبب انقسام سبكترين في تكوين الفقاعات في الغشاء، وفي النهاية يتحلل، مما يؤدي عادةً إلى موت الخلية.  يمكن أيضًا شق الوحدات الفرعية للسبكترين بواسطة إنزيمات عائلة كاسباس، وينتج الكالبين والكاسبيز منتجات تحطيم سبكترين مختلفة يمكن اكتشافها عن طريق لطخة ويسترن باستخدام الأجسام المضادة المناسبة. قد يشير انقسام كالبيان إلى تنشيط النخر ، بينما قد يشير انقسام كاسباس إلى موت الخلايا المبرمج . 

## في كريات الدم الحمراء
إن سهولة استخدام كريات الدم الحمراء مقارنة بأنواع الخلايا الأخرى تعني أنها أصبحت النموذج القياسي لفحص الهيكل الخلوي سبيكترين. يتكون سبكترين المزدوج من خلال الارتباط الجانبي لمونومرات αI و Iβ لتشكيل ثنائى. ثم يربط ديمرز في تشكيل وجها لوجه لإنتاج رباعي الأبعاد. الارتباط الكامل (النهاية إلى النهاية) لهذه الأشكال الرباعية مع خيوط الأكتين القصيرة يتنج المركبات السداسية.
في البشر، يكون الارتباط بالوجه داخل الخلايا لغشاء البلازما عن طريق التفاعل غير المباشر، من خلال التفاعلات المباشرة مع البروتين 4.1 و ankyrin ، مع نقل الأيونات عبر الغشاء 3 ، يربط البروتين 4.2 بمنطقة ذيل السبكترين بالبروتين الغشائي جليكوفرين أ .  في الحيوانات، يشكل سبيكترين الشبكة التي توفر خلايا الدم الحمراء شكلها.
يوضح نموذج كريات الدم الحمراء أهمية الهيكل الخلوي سبيكترين في أن الطفرات في السبكترين تسبب عادة عيوبًا وراثية في كريات الدم الحمراء، بما في ذلك كثرة الكريات الحمر الوراثي ونادرًا ما يحدث كثرة الكريات الحمر الوراثي . 

## في اللافقاريات
هناك ثلاث سبكترين في اللافقاريات ، α وβH وβ. تسبب الطفرات في βH سبكترين في C. elegans عيوبًا في التشكل مما يؤدي إلى حيوان أقصر بشكل ملحوظ، ولكنه في الغالب طبيعي، يتحرك ويتكاثر. يطلق على هذه الحيوانات اسم "sma" بسبب نمطها الظاهري الصغير وتحمل طفرات في جين C. elegans sma-1.  ينتج عن طفرة في β سبيكترين في C. elegans نمط ظاهري غير متناسق حيث تكون الديدان مشلولة وأقصر بكثير من النوع البري .  بالإضافة إلى التأثيرات المورفولوجية، تنتج الطفرة Unc-70 أيضًا خلايا عصبية معيبة. أعداد الخلايا العصبية طبيعية ولكن نمو الخلايا العصبية كان معيبًا.
وبالمثل، يلعب سبيكترين دورًا في الخلايا العصبية ذبابة الفاكهة . الضربة القاضية من α أو β سبيكترين فيD. ينتج melanogaster عنها خلايا عصبية طبيعية شكليًا ولكنها قللت من النقل العصبي عند التقاطع العصبي العضلي .  في الحيوانات، يُكوِّن سبيكترين الشبكة التي توفر شكل خلايا الدم الحمراء.

## في الفقاريات

### جينات السبكترين في الفقاريات
خضعت عائلة الجين السبكترين للتوسع أثناء التطور. بدلاً من الجين ألفا والجينين في اللافقاريات، هناك اثنان من السبكترين ألفا (αI و αII) وخمسة من اسبكترين (βI إلى V) ، سميت بترتيب الاكتشاف.
الجينات عند البشر هي:
- ألفا: SPTA1 ، SPTAN1
- بيتا: SPTB ، SPTBN1 ، SPTBN2 ، SPTBN4 ، SPTBN5

يتم تعزيز إنتاج السبكترين بواسطة عامل النسخ GATA1 .

### دور في الأنسجة العضلية
توجد بعض الأدلة على دور السبكترين في أنسجة العضلات. في خلايا عضلة القلب، يتزامن توزيع سبيكترين مع الأقراص Z والأغشية البلازمية للليف العضلي .  بالإضافة إلى ذلك، فإن الفئران المعرضة لضربة القاضية ankyrin (ankB ، قد عطلت توازن الكالسيوم في عضلة القلب. لقد عطلت الفئران المتضررة شكل Z-band و sarcomere. في هذا النموذج التجريبي، يكون لمستقبلات الريانودين و IP3 توزيع غير طبيعي في الخلايا العضلية المستزرعة. تتعطل إشارات الكالسيوم للخلايا المستزرعة. في البشر، يؤدي حدوث طفرة في جين AnkB إلى متلازمة QT الطويلة والموت المفاجئ، مما يعزز الأدلة على دور الهيكل الخلوي سبيكترين في الأنسجة القابلة للاستثارة.